# 구내염
입안염(영어: stomatitis) 또는 구내염은 입과 입술의 염증이다. 이는 구강 궤양의 유무와 관계없이 입과 입술의 점막에 영향을 미치는 모든 염증 과정을 의미한다.
가장 넓은 의미에서 구내염은 다양한 원인과 증상을 가질 수 있다. 일반적인 원인으로는 감염, 영양 결핍, 알레르기 반응, 방사선 치료 등이 있다.
잇몸과 입에 전반적인 염증이 나타날 때, 때로는 잇몸입안염(gingivostomatitis)이라는 용어가 사용되지만, 이는 또한 포진성 잇몸입안염의 동의어로 사용되기도 한다.
이 용어는 그리스어인 στόμα(stoma) (입)와 -ῖτις (-itis) (염증)에서 유래되었다.

## 원인

### 영양 결핍
영양실조(부적절한 식단 섭취) 또는 흡수장애 증후군(영양분이 체내에 잘 흡수되지 않는 것)은 영양 실조증을 유발할 수 있으며, 이 중 일부는 구내염으로 이어질 수 있다. 예를 들어, 철, 리보플라빈(비타민 B2),:490 비타민 B3(니아신), 비타민 B6(피리독신), 비타민 B9(엽산) 또는 비타민 B12(코발라민)의 결핍은 모두 구내염으로 나타날 수 있다. 철은 세포 복제 및 회복을 위한 전사 요소의 상향 조절에 필요하다. 철분 부족은 이러한 요소의 유전적 하향 조절을 유발하여 특히 입과 입술의 상피 세포의 비효율적인 복구 및 재생을 초래할 수 있다. 흡수장애를 유발하는 많은 질환은 결핍을 유발하여 구내염을 유발할 수 있다. 예시로는 열대성 스프루가 있다.:49

### 아프타성 구내염
아프타 궤양(칸코레스)은 건강한 사람에게 반복적으로 나타나는 구강 궤양이다. 원인은 완전히 이해되지 않았지만, 이 질환은 다양한 요인에 의해 유발되는 T세포 매개 면역 반응을 나타내는 것으로 생각된다. 개별 궤양(아프타)은 주기적으로 재발하고 완전히 치유되지만, 더 심한 형태에서는 기존 궤양이 치유되기 전에 입의 다른 부분에 새로운 궤양이 나타날 수 있다. 아프타성 구내염은 구강점막의 가장 흔한 질환 중 하나이며, 일반 인구의 약 20%에게 어느 정도 영향을 미치는 것으로 생각된다. 증상은 사소한 불편함부터 식사, 삼킴, 말하기에 심각한 영향을 미쳐 장애를 유발할 수 있으며, 심한 형태는 체중 감소를 유발할 수 있다. 아프타성 구내염에 대한 치료법은 없으며, 치료는 통증 완화, 염증 감소, 궤양 치유 촉진을 목표로 하지만, 사용된 어떤 치료법도 효능에 대한 증거는 거의 없다.

### 구각 구내염
입술의 모서리(각도) 염증을 구각 구내염 또는 구각 구순염이라고 한다. 어린이의 경우 자주 입술을 핥는 것이 흔한 원인이며, 성인의 경우 잠재적인 철분 결핍성 빈혈 또는 비타민 B 결핍(예: B2-리보플라빈, B9-엽산, 또는 B12-코발라민)의 징후일 수 있으며, 이는 다시 좋지 못한 식단이나 만성 장염과 같은 영양 실조의 증거일 수 있다.
또한, 구각 구순염은 치아가 없거나 치아 마모로 인해 환자의 턱이 휴식 시 '과도하게 닫히는' 경우 발생할 수 있으며, 이로 인해 완전하거나 손상되지 않은 치열이 존재할 때보다 턱이 더 가깝게 맞닿게 된다. 이로 인해 입술 주변에 타액으로 인해 촉촉하게 유지되는 피부 주름이 생기는데, 이는 감염에 유리하며 주로 칸디다 알비칸스 또는 유사 종에 의해 발생한다. 치료는 일반적으로 국소 니스타틴 또는 유사한 항진균제를 투여하는 것을 포함한다. 다른 치료법으로는 치과 치료(예: 의치 또는 교합 조정)를 통해 턱 관계를 교정하는 것이 있다.

### 의치 관련 구내염
이는 의치 착용자에게 흔한 질환이다. 의치 아래에 붉지만 통증 없는 점막으로 나타난다. 90%의 사례는 칸디다 종과 관련이 있으며, 이는 가장 흔한 형태의 아구창이다. 치료는 항진균제와 수면 중 의치 미착용과 같은 구강 위생 개선을 통해 이루어진다.

### 알레르기 접촉 구내염
알레르기 접촉 구내염 (또한 "알레르기 잇몸입안염" 또는 "알레르기 접촉 잇몸입안염"으로도 불림)은 민감한 아토피 환자가 알레르겐이 피부나 점막을 관통할 때 발생하는 제4형 과민 반응이다.
개인마다 다를 수 있는 알레르겐은 상피 유래 단백질과 결합하여 점막의 랑게르한스 세포와 결합하는 합텐을 형성하며, 랑게르한스 세포는 그 차례로 T 림프구의 표면에 항원을 제시하여 해당 항원에 민감하게 반응하고 많은 특정 클론을 생성하게 한다. 이 특정 항원이 두 번째로 나타나면 노출 부위에 염증 반응이 유발된다. 구강은 타액으로 덮여 있어 항원을 씻어내고 장벽 역할을 하므로 알레르기 접촉 피부염보다 알레르기 접촉 구내염이 덜 흔하다. 또한 구강 점막은 피부보다 혈관이 더 풍부하여 순환을 통해 항원이 해당 부위에서 더 빨리 제거된다는 것을 의미한다. 마지막으로, 구강점막에는 케라틴이 훨씬 적으므로 합텐이 형성될 가능성이 더 낮다.
알레르기성 접촉성 구내염은 비특이적 염증으로 나타나 만성적인 물리적 자극으로 오인될 수 있다. 구강에 작열감 또는 통증과 궤양이 있을 수 있다. 알레르겐에 만성적으로 노출되면 편평태선과 유사한 병변이 발생할 수 있다. 형질세포 치은염도 발생할 수 있으며, 이는 설염 및 구순염을 동반할 수 있다.

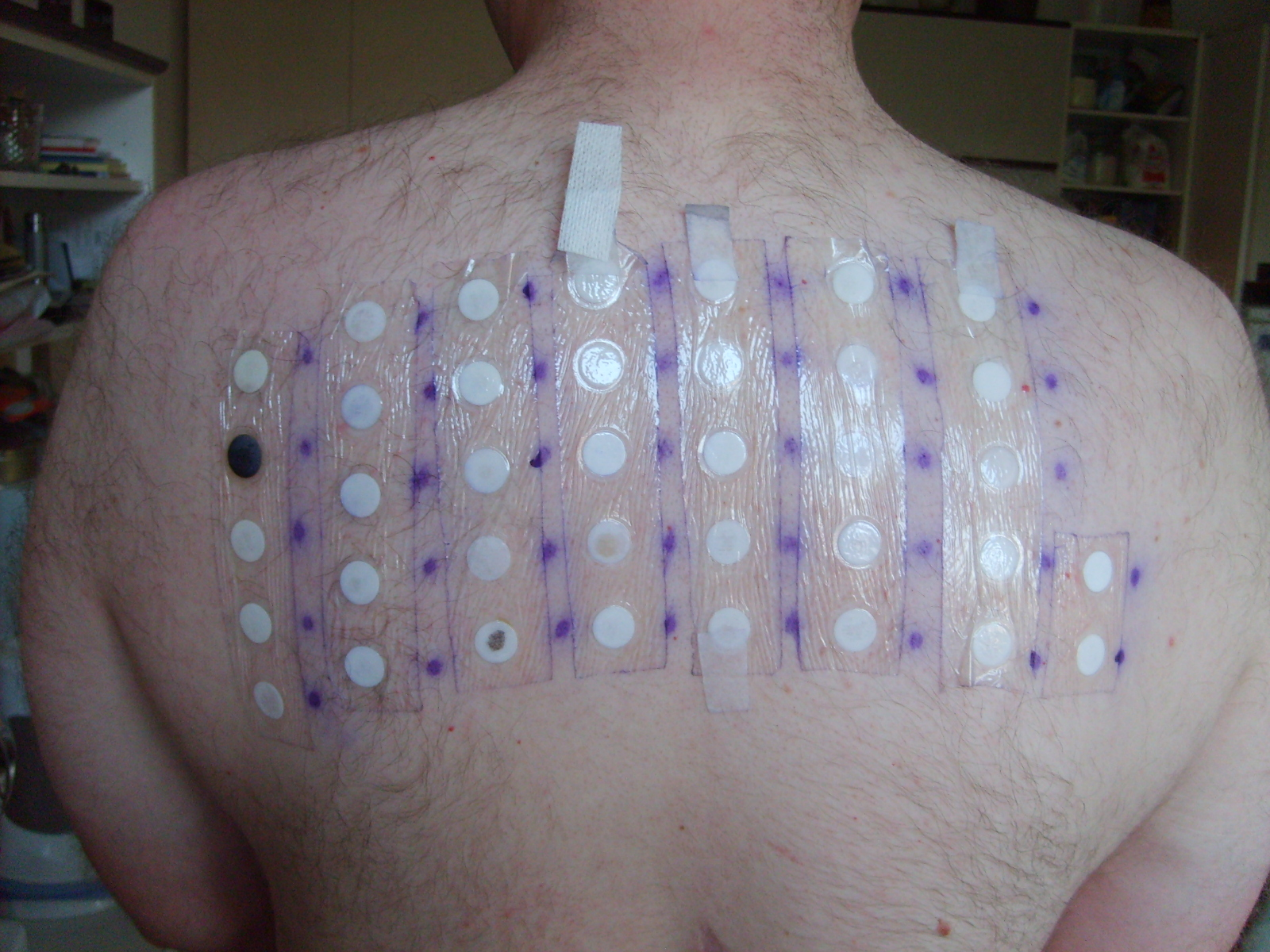
첩포 검사

일부 개인에게 알레르기성 접촉성 구내염을 유발할 수 있는 알레르겐에는 신남알데하이드, 페루 발삼, 페퍼민트, 수은, 금, 피로인산염, 구연산 아연, 유리 아크릴 단량체, 니켈, 플루오린화물, 그리고 라우릴황산나트륨이 있다. 이러한 알레르겐은 다양한 음식 및 음료, 껌, 치약, 구강 세정제, 치실, 치아 충전물, 의치, 교정 밴드 또는 와이어 등 다양한 원천에서 발생할 수 있다. 알레르겐을 포함하는 물질이 입술에 닿으면 알레르기성 접촉성 구순염과 함께 알레르기성 접촉성 구내염이 발생할 수 있다.
진단은 첩포 검사로 확인되며, 치료는 알레르겐 노출을 피하는 것이다.

### 이동성 구내염
이동성 구내염(또는 지리적 구내염)은 일반적으로 혀에 나타나는 질환인 지도상 혀의 비정형적인 형태이다. 지도상 혀는 시간이 지남에 따라 위축성, 홍반성 유두 위축증 부위가 이동하여 지도 모양을 나타내기 때문에 그렇게 불린다.
이동성 구내염에서는 혀의 아랫면(ventral surface), 볼 점막, 입술 점막, 연구개 또는 구강저와 같은 입안의 다른 점막 부위에도 동일한 병변이 발생할 수 있으며, 일반적으로 혀와 함께 발생한다. 혀에 국한되지 않는다는 점을 제외하고, 이동성 구내염은 지도상 혀와 모든 면에서 동일한 질환이다. 구내염이라는 용어를 사용하는 지도상 혀의 또 다른 동의어는 "이동성 구내염"이다.

### 포진성 잇몸입안염

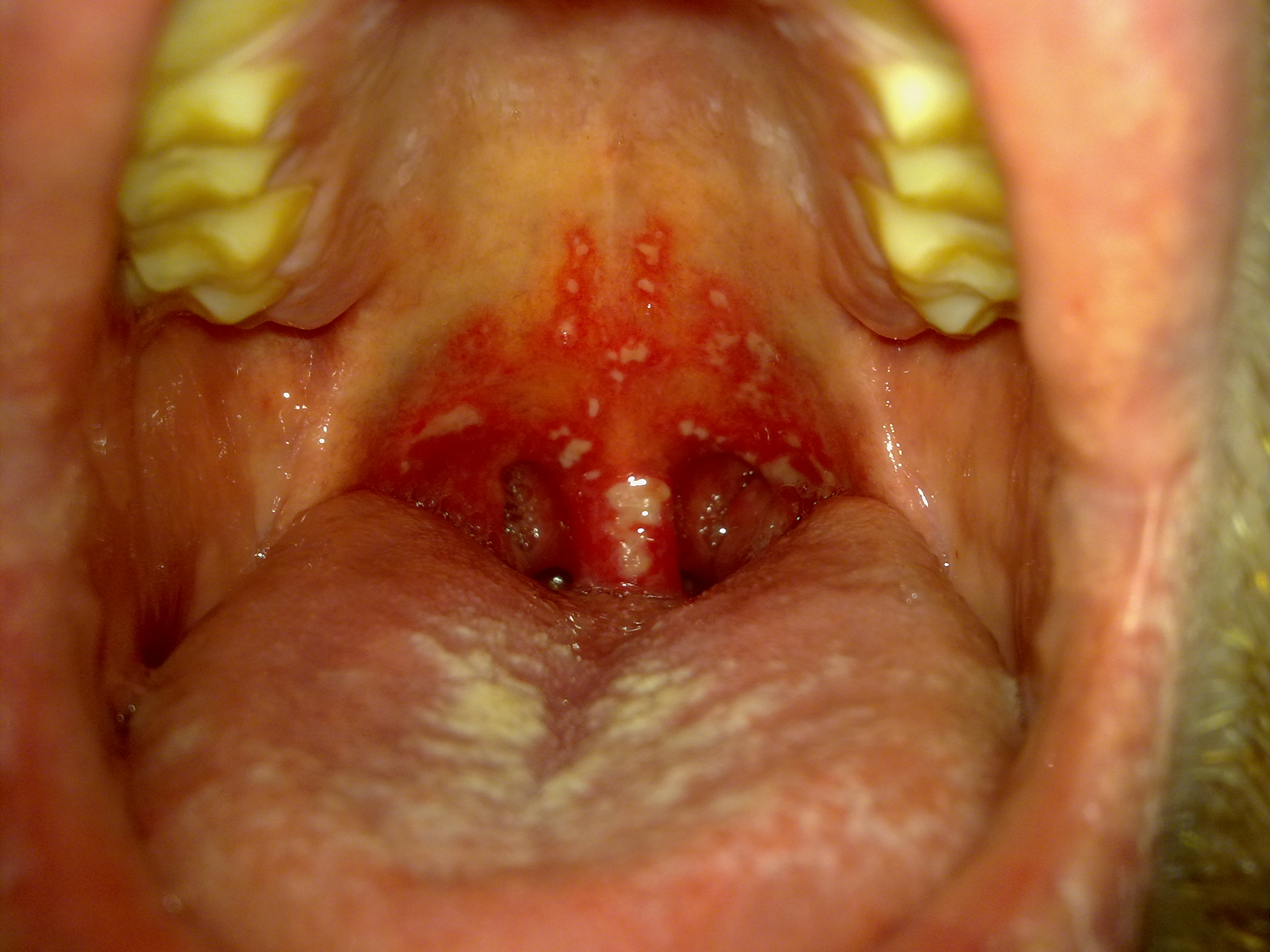
포진성 구내염 (포진성 잇몸입안염)

이는 헤르페스 심플플렉스 바이러스에 의해 유발되는 입안의 염증이다.

### 방사선 조사 및화학요법
구내염은 화학요법이나 구인두 부위의 방사선 요법으로 인해 발생할 수도 있다. 점막염이라는 용어는 때때로 구내염과 동의어로 사용되지만, 전자는 일반적으로 방사선 치료 또는 화학요법에 대한 점막 반응을 의미하며, 입뿐만 아니라 위장관 어느 곳에서든 발생할 수 있다.

### 괴사성 궤양성 치은염
괴사성 궤양성 치은구내염이라는 용어는 때때로 일반적으로 괴사성 궤양성 치은염이라고 불리는 괴사성 치주 질환의 동의어로, 또는 더 심한 형태(또한 괴사성 구내염이라고도 함)로 사용된다. 괴사성 잇몸입안염이라는 용어도 때때로 사용된다.

### 니코틴성 구내염
흡연자의 구개 각화증이라고도 불리는:176 이 질환은 흡연자, 특히 파이프 흡연자에게 발생할 수 있다. 입천장은 건조하고 갈라져 있으며, 각질화로 인해 하얗게 보인다. 작은 침샘은 작고 붉고 부어오른 덩어리로 나타난다. 이는 전암성 병변이 아니며, 흡연을 중단하면 외관이 되돌아간다.:176

### 만성 궤양성 구내염
만성 궤양성 구내염은 특정 면역병리학적 특징을 가진 질환으로, 1990년에 처음 기술되었다. 이는 재발과 완화를 반복하는 미란과 구강궤양을 특징으로 한다. 병변은 볼 점막(볼 안쪽) 또는 치은 (잇몸)에 위치한다. 생검 시 구강 편평태선과 유사하다.
진단은 생검 조직의 현미경 검사를 통해 이루어진다: 직접 면역 형광법은 층상 편평 상피의 기저층 내에 일반적으로 발현되는 TP63 단백질의 ΔNp63α 형태에 특이적으로 지시된 항핵항체의 존재를 나타낼 수 있다. 하이드록시클로로퀸 치료가 효과적일 수 있다.

### 형질세포 잇몸입안염
형질세포 잇몸입안염, 비정형 잇몸입안염, 특발성 잇몸입안염과 같은 용어는 때때로 형질세포 잇몸염의 동의어로, 또는 특히 심한 형태의 형질세포 잇몸염을 지칭하는 데 사용된다.

### 다른 형태의 구내염
- 주기열 아프타성 구내염 인두염 림프절염 (PFAPA) 증후군 - 어린이에게 발생한다.
- 요독성 구내염 - 콩팥 기능상실 시 발생하는 드문 형태의 구내염.[26]
- 농포성 구내염
- 우두 구내염

## 같이 보기
- 구강 궤양